# گیرنده‌های شبه‌رودوپسین
گیرنده‌های شبه‌رودوپسین (انگلیسی: Rhodopsin-like receptors) یک خانواده از پروتئین‌ها هستند بیشترین تعداد از گیرنده‌های جفت‌شونده با پروتئین جی را شامل می‌شوند.
گیرنده جفت‌شونده با پروتئین جی، عموماً عملکرد گوناگونی در بدن انسان دارند و برخی فرایندهای درون‌ریز و برون‌ریز را در بر می‌گیرند.
گیرنده‌های شبه‌رودوپسین نیز پروتئین‌هایی هستند که در پیام‌رسان‌های عصبی، هورمون‌ها و گیرنده‌های سبک و کوچک نقش دارند و سیگنال‌های عصبی تراغشایی را از طریق تعامل با جی‌پروتئین منتقل می‌کنند.
با آنکه لیگاندهای این پروتئین‌ها بسیار به‌لحاظ ساختاری و ویژگی، متفاوت است، اما توالی آمینواسیدی گیرنده‌ها بسیار مشابه است و به‌نظر می‌رسد یک هستهٔ ساختمانی مشترک مشتمل بر ۷ حلقهٔ تراغشایی داشته باشند.
بررسی‌های فیلوژنتیک نشان داده‌است که اَبَرخانوادهٔ گیرنده‌های شبه‌رودوپسین، ۱۹ زیرگروه مختلف دارند.